# Ladislav Adamec
Ladislav Adamec (Frenštát pod Radhoštěm, 10 settembre 1926 – Praga, 14 aprile 2007) è stato un politico cecoslovacco.
Prese parte alla Resistenza partigiana e nel 1946 si iscrisse al Partito Comunista di Cecoslovacchia (KSČ).
Il 12 ottobre 1988 sostituì Lubomír Štrougal come Primo ministro della Cecoslovacchia: tra i 21 ministri del suo governo, 16 erano comunisti. Nonostante il Ministro dell'Interno del suo esecutivo fosse il generale František Kincl, esponente dell'ala dura del partito, Adamec tentò il dialogo con le forze d'opposizione.
Nel 1989 operò un rimpasto nel suo governo che diventò di unità nazionale (anche se i comunisti erano sempre in maggioranza) e venne eletto presidente del congresso straordinario del Partito comunista.
Durante la rivoluzione di velluto si oppose alla repressione del dissenso: durante il suo XVIII congresso il KSČ lo escluse da ogni incarico istituzionale e ad Adamec non restò che dimettersi da capo del governo (7 dicembre 1989); il suo posto venne preso da Marián Čalfa.

| Controllo di autorità | VIAF (EN) 31026638 · ISNI (EN) 0000 0000 8216 0964 · LCCN (EN) n86800232 · GND (DE) 132889617 |